# Asterismes històrics
Els asterismes històrics o Constel·lacions històriques o en desús, són aquelles que van quedar fora del reconeixement oficial, quedant obsoletes per diferents motius. Moltes d'aquestes constel·lacions han existit durant segles, unes altres van ser molt efímeres. La seva importància radica en la seva raó històrica i a causa que apareixen en gravats i mapes celestes antics.

## El llegat clàssic
En la tradició cultural astronòmica europea, les constel·lacions són un llegat d'antigues cultures de Mesopotàmia, Orient Mitjà i la Mar Mediterrània enriquides posteriorment per l'essencial aportació del món àrab a través de Castella.
En l'antiguitat clàssica, una constel·lació es basava en la formació de figures amb algun significat religiós o amb relació a fets mítics, agrupant un nombre concret d'estels visibles, que eren anomenats conforme a la posició que ocupen en la figura.
Dues constel·lacions avui en desús tenen un origen clàssic, concretament del segle II després de Crist: La Nau Argos i Antínous, d'altres com Triangulum Minor són més modernes.

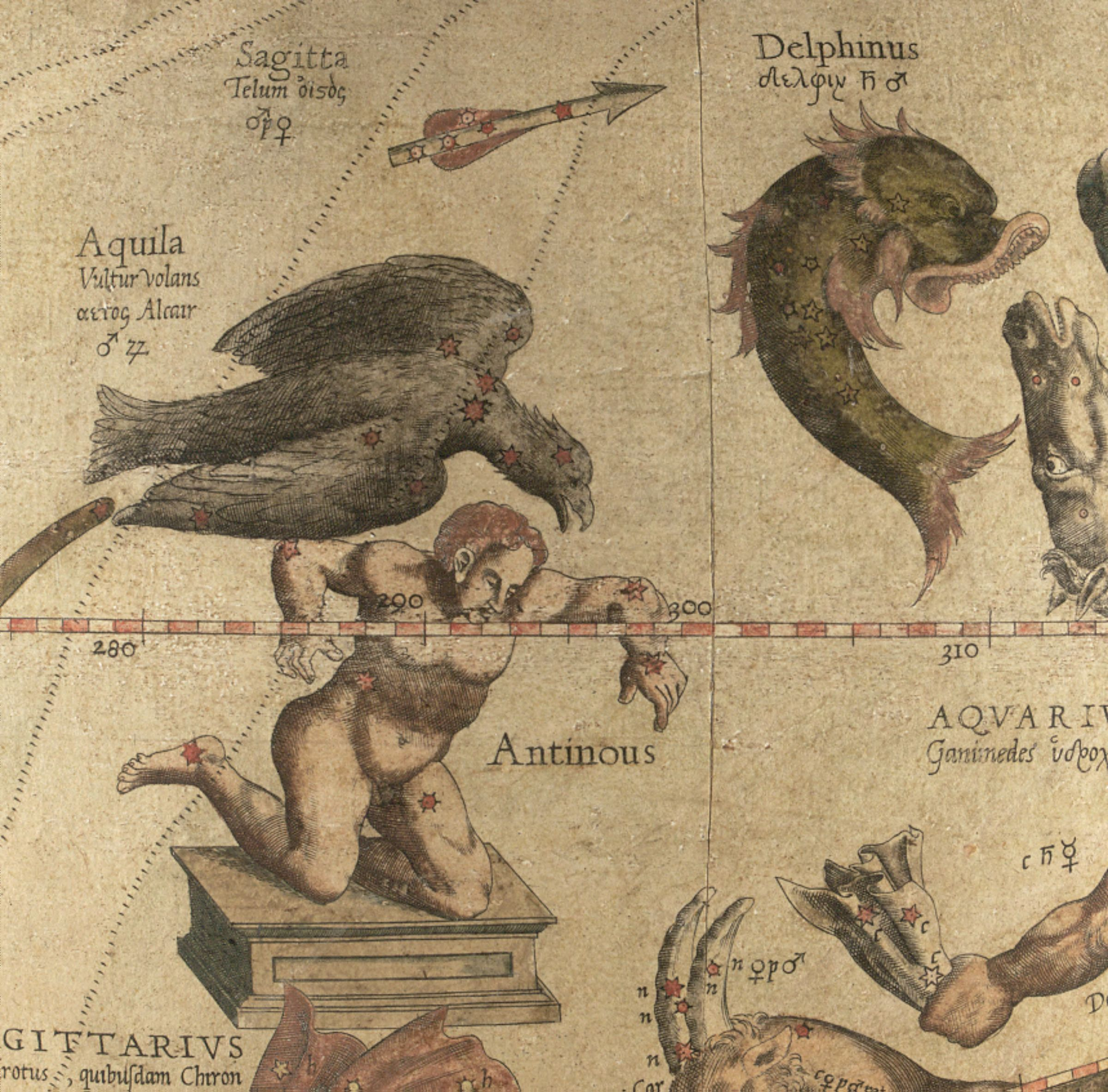
Antinous (Antínoo) - Mercator

Argo Navis (la nau Argo) va ser una constel·lació molt extensa introduïda per Claudi Ptolemeu en la seva obra Almagest amb 1884 graus quadrats (equivalent a l'extensió del triple d'Orió), destacant majorment la seva extensió en incloure parts del cel austral invisibles fins al segle xv.
Antínous va ser introduïda a instàncies de l'emperador romà Hadrià l'any 132 en honor del seu jove amant qui va morir ofegat en el riu Nil, en favor d'aquest.
La constel·lació del Serpent és l'única que apareix dividida en el cel en dues regions disjuntes separades per la constel·lació del Serpertari.
La regió situada a l'oest de la figura del Serpentari és el denominada Cap de la serp (Caput Serpentis o Serpens Caput).
La regió situada a l'est de la figura del Serpentari és la denominada Cua de la serp (Cauda Serpentis o Serpens Cauda).
Ambdues regions són una mateixa constel·lació: Serpentari.

## El llegat modern

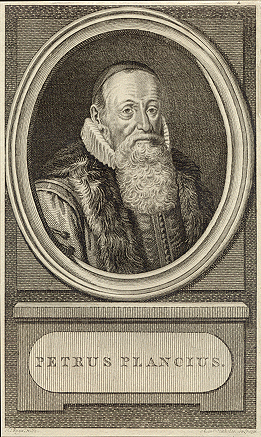
Plancius o Petrus Platevoit

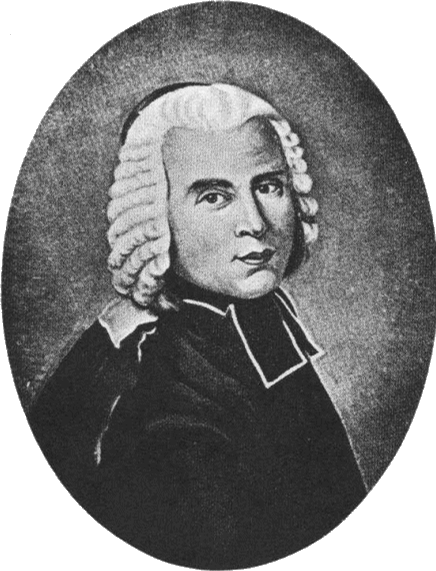
Nicolas Louis de la Caille

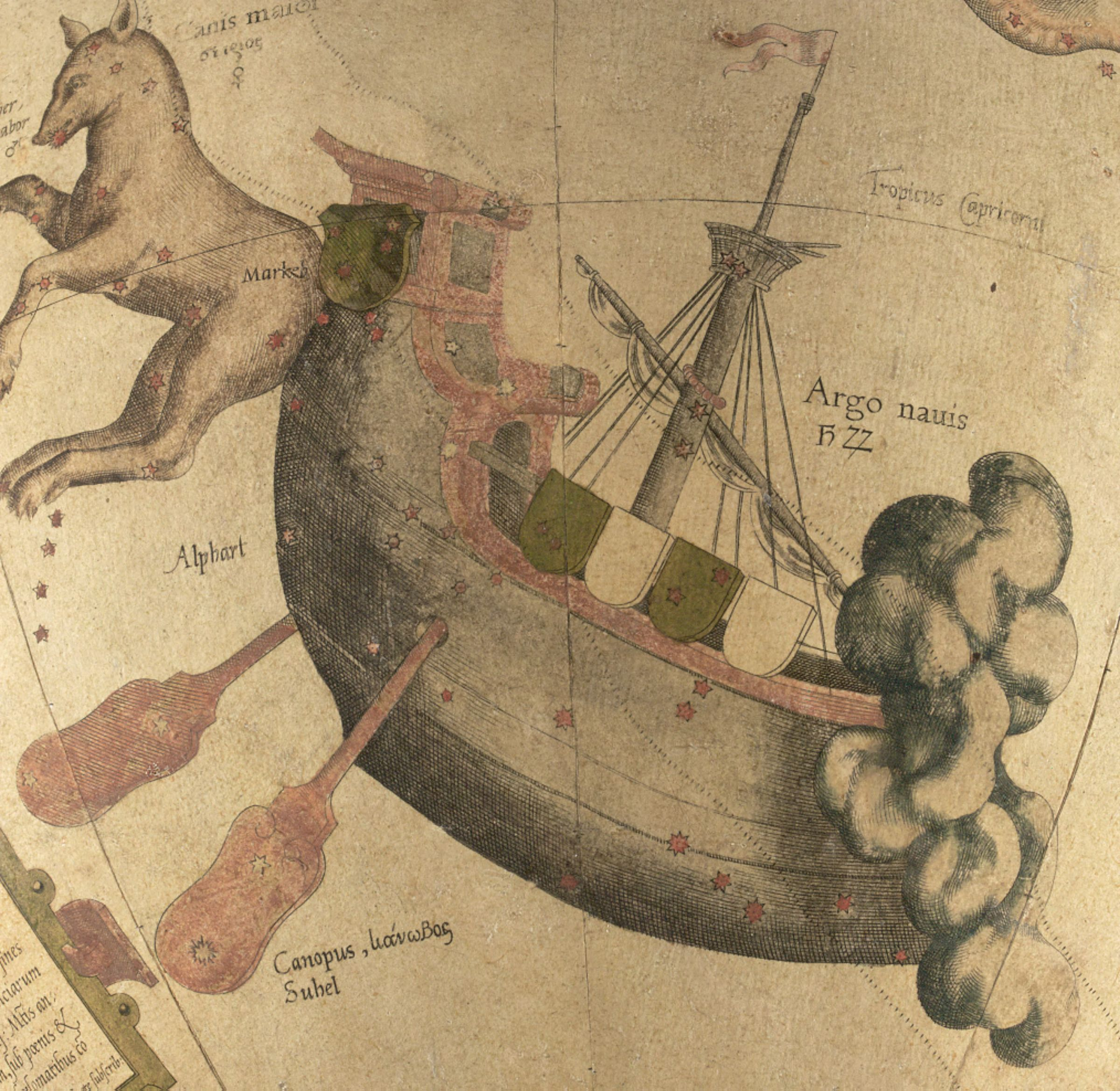
Argo Navis (Nau Argos) - Mercator

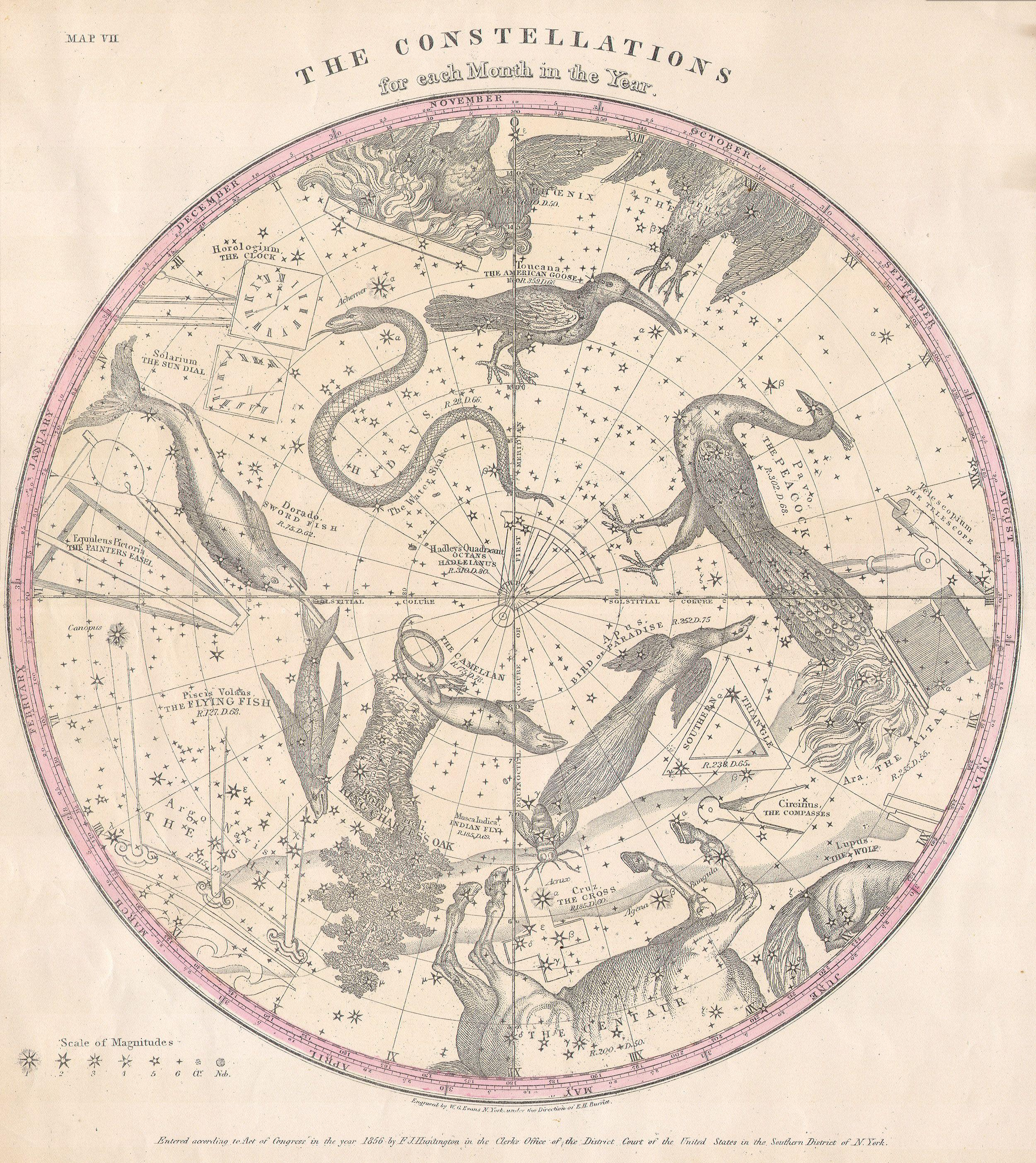
1856 Burritt - Huntington. Constel·lacions de l'Hemisferi Austral

Com a conseqüència del descobriment del Nou Món així com l'exploració de les zones australs del planeta, van quedar al descobert noves zones del cel, fins llavors desconegudes per als europeus que van crear noves constel·lacions, moltes de les quals han arribat fins als nostres dies.

### El llegat de Petrus Plancius
Pieter Platevoit o Plancius va prendre en 1592 estels de la constel·lació del Ca major per crear la constel·lació de la Coloma.
En 1597, Plancius va recollir d'Isaac Bautista una nova constel·lació en l'hemisferi sud, l'abella, llavors en l'hemisferi nord hi havia una constel·lació denominada «mosca» que posteriorment va desaparèixer, llavors Nicolas Louis de Lacaille va canviar el nom de «abella» pel nom de la mosca. Aquest canvi de denominació va tenir èxit, car en 1603, va ser publicat com a tal en el átlas de Johann Bayer: Uranometria mantenint-se així fins a l'actualitat.
En 1613 va crear la constel·lació del camell, en llatí (Camelus) que un any més tard Jakob Bartsch o Bartschius va canviar el nom com l'actual constel·lació de la Girafa.
També en aquest any, Plancius va establir la constel·lació de l'Unicorn, que àdhuc és vigent.

### Llista de les constel·lacions establertes per Petrus Plancius
- Coloma
- Unicorn

### El llegat de Nicolas Louise de la Caille
L'astrònom francès Nicolas Louis de Lacaille en 1756 va aprofitar l'edició de la seva Observations faites au cap de Bonne-Espérance i Coelum australe stelliferum per desmembrar la constel·lació de la nau Argo a fi de formar constel·lacions de grandària similar a les restants, quedant dividida en tres constel·lacions, que són parts del vaixell: Quilla, Popa i Vela.
A més, va introduir un grup de constel·lacions en el cel austral, que han arribat fins als nostres dies, i que són un fidel reflex del segle xviii ja que guarden relació amb invents i temes d'aquesta època.
Els seus noms van ser inspirats per:
- Instrumental de navegació (Circinus, Norma, Octans, Pyxis, Reticulum).
- Invencions modernes (Antlia, Fornax, Horologium, Microscopium, Telescopium).
- Un lloc austral (Mensa).
- Un animal exòtic (Tucana).
- Arts (Caelum, Sculptor, Pictor)

### Llista de les constel·lacions creades per Nicolas Louise de la Caille
- Antlia | Màquina pneumàtica
- Caelum | Burí
- Carina | Quilla
- Circinus | Compàs
- Fornax | Forn químic
- Horologium | Rellotge
- Mensa | La Taula
- Microscopium | Microscopi
- Norma | Escaire
- Octans | L'Octant
- Pictor | Cavallet del Pintor
- Puppis | Popa
- Pyxis | Brúixola
- Reticulum | Reticle
- Sculptor | Escultor
- Telescopium | Telescopi
- Vela | la Vela
- Tucana | Tucà

## Constel·lacions en desús
Entre les figures clàssiques existien parts del cel on els estels són poc brillants o escasses, generalment mancaven d'una assignació concreta a una o una altra constel·lació, a aquestes constel·lacions se'ls denomina menors.
Alguns astrònoms entre 1592 i 1844 van introduir noves constel·lacions a través de les seves pròpies publicacions, generalment, atles del cel.
A causa que moltes constel·lacions menors introduïdes eren marcadament polítiques, portades pel favoritisme de l'autor o generalment sense consens algun, van ser efímeres al punt que en noves publicacions, deixaven de ser considerades com a tal.
Això va fer que haguessin moltes modificacions en la creació, desaparició i modificació en el cel, al punt que va haver d'arribar-se a un consens internacional per acceptar un cànon definitiu, aconseguit recentment, en 1930.

## El cànon actual
Fruit del consens internacional, va néixer la Unió Astronòmica Internacional com a única autoritat mundial encarregada entre altres assumptes de validar la nomenclatura celeste.
Entre 1928 i 1930 es va encarregar a l'astrònom belga Eugène Joseph Delporte definir oficialment la partició de l'esfera celeste en superfícies o constel·lacions, van quedar definides 89 regions en 88 constel·lacions.
D'aquesta manera, moltes constel·lacions generalment menors en la seva majoria van desaparèixer de l'esfera celeste, a aquestes, correspon la categoria “Constel·lacions en desús”.

## Llista de les constel·lacions en desús
| Nom llatí                   | Genitiu                   | Traducció                  | Astrònom                | Eliminació                        |
| --------------------------- | ------------------------- | -------------------------- | ----------------------- | --------------------------------- |
| Anser                       | Anseris                   | Oca                        | ...                     | UAI (1922)                        |
| Antinous                    | Antinoi                   | Antinoo                    | Adriano (132 d.C.)      | UAI (1922)                        |
| Apis                        | Apii                      | Abella                     | Bayer (1603)            | es va convertir en Musca          |
| Camelus                     | Cameli                    | Camell                     | ...                     | es va convertir en Camelopardalis |
| Caput Medusa                | Caputis Medusae           | Cap de Medusa              | ...                     | UAI (1922)                        |
| Cerberus                    | Cerberi                   | Cèrber                     | Hevelius (1690)         | UAI (1922)                        |
| Custos Messium              | Custos Messii             | Guardià de la collita      | Lallande (1775)         | UAI (1922)                        |
| Felis                       | Felii                     | Gat                        | Lallande (1805)         | UAI (1922)                        |
| Fredericus Honors           | Frederici Honori          | Honors de Frederic         | Bode (1787)             | UAI (1922)                        |
| Gallus                      | Galli                     | Gall                       | Plancius (1603)         | Bode (1800)                       |
| Globus Aerostaticus         | Globi Aerostatici         | Globus Aerostàtic          | Lallande (1798)         | UAI (1922)                        |
| Jordanus                    | Jordani                   | Riu Jordà                  | Plancius (1603)         | Bode (1800)                       |
| Lilium                      | Lilii                     | Flor de Lis                | ...                     | UAI (1922)                        |
| Lochium Funis               | Lochii Funis              | La corda i la línia        | Bode (1800)             | UAI (1922)                        |
| Machina Elèctrica           | Machinae Electricae       | Màquina Elèctrica          | Bode (1800)             | UAI (1922)                        |
| Malus                       | Mali                      | Masteler                   | Lacaille (1763)         | UAI (1922)                        |
|                             |                           |                            | Procedent de Argo Navis | *Actualment en Pyxis              |
| Mons Maenalus               | Montis Maenali            | Muntanya Menalo            | Hevelius (1690)         | Bode (1800)                       |
| Musca Borealis              | Muscae Borealis           | Mosca Boreal               | ...                     | posteriorment Lilium              |
| Noctua                      | Noctuae                   | Mussol                     | Jamieson (1822)         | UAI (1922)                        |
| Norma Nilotica              | Normae Niloticae          | Regla egípcia              | Jamieson (1822)         | UAI (1922)                        |
| Officina Typographica       | Officinae Typographicae   | Impremta                   | Bode (1800)             | UAI (1922)                        |
| Phoenicopterus              | Phoenicopteri             | Flamenc                    | ...                     | va passar a ser Grus              |
| Polophylax                  | Polophylacis              | Guardià del Pol            | Plancius (1603)         | Bode (1800)                       |
| Psalterium Georgii          | Psalterii Georgii         | Arpa del Rei Jordi         | Hell (1781)             | UAI (1922)                        |
| Quadrans Muralis            | Quadrantis Muralis        | Quadrant Mural             | Lallande (1795)         | UAI (1922)                        |
| Ramus Pomifer               | Rami Pomiferis            | Ram                        | ...                     | Bode (1800)                       |
| Robur Carolinum             | Roburis Carolii           | Roure de Carles II         | Halley (1679)           | Lacaille (1763)                   |
| Sceptrum et Manus Iustitiae | Sceptri et manu iustitiae | Ceptre i mà de la justícia | Royer (1679)            | Bode (1800)                       |
| Sceptrum Brandenburgicum    | Sceptri Brandenburgici    | Ceptre de Brandemburg      | Kirch (1688)            | Lacaille (1763)                   |
| Serpentarius                | Serpentarii               | Serpentari o Ofiuco        | ....                    | UAI (1922)                        |
| Solarium                    | Solarii                   | Rellotge de sol            | ...                     | Lacaille (1763)                   |
| Tarandus vel Rangifer       | Tarandi vel Rangiferis    | El cérvol                  | Lemonnier (1736)        | UAI (1922)                        |
| Taurus Poniatovii           | Tauri Poniatovii          | Toro de Poniatowski        | Poczobut (1777)         | UAI (1922)                        |
| Telescopium Herschelii      | Telescopii Herschelli     | Telescopi de Herschel      | Hell (1781)             | UAI (1922)                        |
| Tigris                      | Tigrii                    | Riu Tigris                 | Plancius (1603)         | Bode (1800)                       |
| Triangulum Minor            | Trianguli Minoris         | Triangle Menor             | Hevelius (1690)         | Bode (1800)                       |
| Testudo                     | Testudi                   | Tortuga                    | ...                     | Bode (1800)                       |
| Turdus Solitarius           | Turdi Solitarii           | Dodo                       | Lemonnier (1736)        | va passar a ser Noctua            |
| Vespa                       | Vespae                    | Vespa                      | Bartsch (1624)          | va passar a ser Musca Borealis    |